# Pierre Alechinsky

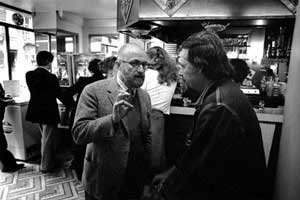
Pierre Alechinsky (1965)

Pierre Alechinsky (* 19. Oktober 1927 in Brüssel) ist ein belgischer Maler.

## Leben
Pierre Alechinsky ist ein Sohn russisch-jüdischer Einwanderer und wuchs in Brüssel auf. 1944 begann er ein Studium der Buchillustration und Typographie an der Hochschule für Architektur und angewandte Künste in Brüssel. Ab 1949 war er Mitglied der Künstlergruppe CoBrA, in die er sich vor allem mit der Herstellung der Zeitschrift CoBra einbrachte, und zu deren letzten überlebenden Mitgliedern er gehört. 1949–51 war er an dem Kunstprojekt Vendredi: une correspondance surréaliste beteiligt; ab 1951 lebte er in Paris, wo er sich zunächst mit der Radiertechnik befasste, die im Atelier 17 von S. W. Hayter gelehrt wurde. 1954 lernte er den chinesischen Künstler Walasse Ting kennen, der ihm chinesische Maltechniken beibrachte. 1955 reiste Alechinsky nach Japan, wo er einen Film über die traditionelle Kalligrafie des Landes drehte. Ebenfalls in den 1950er Jahren wandelte sich sein Stil von weitgehend abstrakten Formen hin zu einer groben Figuration und Gegenständlichkeit. Seine erste Einzelausstellung wurde 1961 von Otto van de Loo in München organisiert. 1963 zog Alechinsky nach Bougival bei Paris, wo er bis heute lebt und arbeitet. Von 1983 bis 1987 arbeitete er als Professor in Paris.
Im Jahr 2012 gab die Belgische Post ein Briefmarkenheft mit zehn Motiven heraus, in Abstimmung mit dem Künstler wurden Werke aus Belgischen Museen, entstanden in den Jahren 1957 bis 2001, ausgewählt.

## Ehrungen
- 1976 war er der erste Preisträger der nach Andrew W. Mallon benannten Auszeichnung für Künstler.
- 1987 assoziiertes Mitglied der Königlichen Akademie der Wissenschaften und Schönen Künste von Belgien[1]
- 1994 erhielt er die Ehrendoktorwürde der Université libre de Bruxelles.[2]
- 2006 wurde er zum Ritter der Ehrenlegion ernannt.
- 2018 wurde er mit dem Praemium Imperiale ausgezeichnet.

## Werk
Alechinskys Hauptwerk nach der Cobra-Periode vereint westliche und östliche (vor allem japanische) Elemente in einer grafisch geprägten Darstellungsweise. Der Einfluss der Kalligrafie wird in seinen Werken deutlich. Seine Bilder entstehen auf Papier, das er mit Tusche und Acrylfarben bemalt. Die fertigen Bilder werden dann auf Leinwand aufgezogen. Charakteristisch sind die Randzeichnungen, die er auch Randbemerkungen nennt. Diese Randzeichnungen, die viel Fläche einnehmen und aus mehreren Einzelbildern bestehen können, bilden mit dem Hauptbild eine Einheit. Bilder aus Tusche erhalten farbige Randzeichnungen mit Acryl und umgekehrt. Häufig verwendet er bereits benutztes Papier wie historische Landkarten oder Quittungen als Malgrund.
Pierre Alechinsky war Teilnehmer der documenta III (1964) und der documenta VI im Jahr 1977 in Kassel. Mit Christian Dotremont stellte er 1972 auf der Biennale in Venedig im belgischen Pavillon aus. In Gemeinschaftsarbeit mit ihm entstand 1976 ein Wandbild für die Brüsseler Metro. Für die Saison 2018/2019 in der Wiener Staatsoper gestaltete er als 21. Kunstwerk für die von museum in progress konzipierte Ausstellungsreihe „Eiserner Vorhang“ das riesige Großbild (176 m²) „Loin d'ici“.
Eine wichtige Bezugsgröße im Schaffen Alechinskys war das Werk von James Ensor, zu dem er sich von Anfang der 1950er-Jahre an schreibend und künstlerisch positioniert hatte. Sein Gemälde Le dernier jour (1964) brachten Interpreten auch aufgrund seiner Dimension von 330 × 500 cm mit Ensors Einzug Christi in Brüssel in Verbindung, andere, frühere Bilder Alechinskys tragen Titel wie Hommage à Ensor (1959) oder Le Tombeau d’ Ensor (1961). Alechinsky wurde auch mehrfach zu Ensor befragt, zum Beispiel von Francois Legrand im Jahr 2012 oder in Nora Philippes Film Les ensortilèges de James Ensor (2010).
Werke von Alechinsky sind im Cobra Museum zu besichtigen. Aus Anlass seines 75. Geburtstags erschien eine Würdigung seines Werkes durch Gerd Presler in: WELTKUNST (11/1724).

## Ausstellungen (Auswahl)
- 1974: Institut Mathildenhöhe Darmstadt
- 1975: Pierre Alechinsky. Kunsthaus Zürich
- 1981: Pierre Alechinsky, a print retrospective. Museum of Modern Art
- 1987: Pierre Alechinsky – Margin and Center. Solomon R. Guggenheim Museum
- 2009 post COBRA. Alechinsky – Appel – Jorn. Essl Museum[5]
- 2010 Highlights. Meisterwerke der Sammlung. Kunsthalle in Emden
- 2018/19 Eiserner Vorhang – Loin d'ici. museum in progress in der Wiener Staatsoper[6]